# Emanuel Montejano
Emmanuel Montejano Arroyo (12 de julio de 2001, Ciudad de México), es un futbolista mexicano. Juega como Centrodelantero y su actual equipo es el Pacific FC de la Canadian Premier League. 

## Clubes
| Club       | País   | Año         |
| ---------- | ------ | ----------- |
| Pumas UNAM | México | 2021 - 2023 |
| Celaya FC  | México | 2024 - Act. |

- Datos: Q104974389